# IOS 10
iOS 10 é a décima versão do sistema operacional móvel iOS, desenvolvido pela Apple Inc. É o sucessor do iOS 9. O sistema foi anunciado na Worldwide Developers Conference 2016 (WWDC) da empresa, em 13 de junho de 2016. O iOS 10 foi lançado no dia 13 de setembro de 2016, às 14:00.

## História

### Introdução e lançamento inicial
O iOS 10 foi apresentado na palestra de abertura da Apple Worldwide Developers Conference em 13 de junho de 2016. A primeira versão beta foi disponibilizada para desenvolvedores registrados após o keynote. A Apple lançou o primeiro lançamento beta público em 7 de julho de 2016.
O iOS 10 foi lançado oficialmente em 13 de setembro de 2016.

### Atualizações

#### 10.0.1
O iOS 10.0.1 foi lançado em 13 de setembro de 2016, como a primeira atualização para o iOS 10. Ele foi lançado logo após o 10.0, que continha um bug que fazia com que os dispositivos se bloqueassem durante a atualização.

#### 10.0.2
O iOS 10.0.2 foi lançado em 23 de setembro de 2016. A atualização continha correções de bugs, especificamente corrigindo um bug que desativava temporariamente os controles de fone de ouvido dos Lightning EarPods fornecidos com o iPhone 7, corrigindo um bug que impedia que extensões de aplicativo fossem ativadas e consertando uma falha inesperada do aplicativo Photos ao ativar o iCloud Photo Library.

#### 10.0.3
O iOS 10.0.3 foi lançado em 17 de outubro de 2016 exclusivamente para os modelos iPhone 7 e iPhone 7 Plus, com uma correção para problemas de conectividade.

#### 10.1
O iOS 10.1 foi lançado em 24 de outubro de 2016, com um novo modo de câmera retrato para o iPhone 7 Plus, instruções de trânsito para o Japão no Apple Maps, a capacidade de reproduzir efeitos de bolha e tela no iMessage, bem como muitas correções de bugs. O iOS 10.1 também apresenta uma mensagem de aviso ao iniciar um aplicativo de 32 bits, que diz que o aplicativo "pode desacelerar seu iPhone". O iOS 10.1 também permite que os usuários usem os efeitos do iMessage mesmo quando a configuração "Reduzir movimento" está ativada.

#### 10.1.1
O iOS 10.1.1 foi lançado em 31 de outubro de 2016 com uma correção para um problema em que os dados de Health não puderam ser visualizados para alguns usuários.
Em 9 de novembro de 2016, a Apple lançou uma nova versão do iOS 10.1.1, disponível apenas para usuários que ainda não haviam atualizado para a atualização 10.1.1 anterior. Nenhuma informação sobre a nova atualização foi dada.

#### 10.2
O iOS 10.2 foi lançado em 12 de dezembro de 2016. A atualização incluiu um novo aplicativo "TV" (somente nos EUA) que unifica o conteúdo de diferentes aplicativos de vídeo e recomenda novos programas de TV e filmes para assistir. A atualização também adicionou alterações de precisão de emoji, estabilização e agrupamento de fotos novas e novas para fotos, novos efeitos de tela de mensagens "Love" e "Celebration", suporte de notificação para acessórios HomeKit, bem como opções de classificação renovadas e ajustes de design no aplicativo Música. O iOS 10.2 também adiciona uma ferramenta de diagnóstico de telemetria que a Apple pode usar para relatar o consumo de bateria, para diagnosticar problemas reportados com 30% de desligamentos de bateria em alguns modelos de iPhone. O iOS 10.2 também inclui três novos papéis de parede para o iPhone 7 e iPhone 7 Plus, especificamente os papéis de parede apresentados na comercialização dos telefones.

#### 10.2.1
O iOS 10.2.1 foi lançado em 23 de janeiro de 2017, com correções de bugs e melhorias de segurança.
Em 28 de dezembro de 2017, a Apple reconheceu que esta atualização alterou o gerenciamento de energia durante cargas de trabalho de pico para evitar desligamentos inesperados no iPhone 6, no iPhone 6 Plus, no iPhone 6s, no iPhone 6s Plus e no iPhone SE. Os clientes ficaram chateados com esta atualização; alguns achavam que era um truque para levar as pessoas a atualizar para novos dispositivos. Várias pessoas entraram com ações judiciais por causa do recurso e estão buscando o status de ação de classe.

#### 10.3
iOS 10.3 foi lançado em 27 de março de 2017. A atualização introduziu um recurso "Find My AirPods" para fones de ouvido AirPods perdidos, mudou o sistema de arquivos padrão de HFS+ para APFS para melhorar o desempenho e a criptografia (também aumenta o armazenamento utilizável no dispositivo), suporte para ações adicionais da Siri, incluindo status de contas em aplicativos de pagamento e agendamento com apps de carona, uma nova Apple ID em Configurações, a capacidade de os desenvolvedores responderem a avaliações na App Store, bem como "Úteis" e "Não" Rótulos de revisão "úteis", visão geral aprimorada do uso de armazenamento do iCloud e correções de bugs e melhorias de estabilidade. Os usuários também podem fornecer classificações de aplicativos dentro do próprio aplicativo. O iOS 10.3 também apresenta um patch de segurança significativo que corrige um problema em que um link de exploração do JavaScript faria com que os dispositivos repetidamente ligassem para o número de telefone de emergência do 911. A atualização também adicionou um widget Podcasts e tornou as transições de aplicativos mais fáceis, e suporte estendido para chamadas Wi-Fi para mais operadoras. Para o CarPlay, a atualização adicionou uma tela multitarefa de acesso rápido com os três aplicativos usados mais recentemente, e acrescentou funcionalidade para o aplicativo Maps localizar estações de carregamento de veículos elétricos.

#### 10.3.1
O iOS 10.3.1 foi lançado em 3 de abril de 2017, com correções de bugs e melhorias de segurança, incluindo uma correção para uma vulnerabilidade de Wi-Fi descoberto pela equipe de pesquisadores de segurança do Projeto Zero do Google.

#### 10.3.2
O iOS 10.3.2 foi lançado em 15 de maio de 2017, com correções de bugs e melhorias de segurança.

#### 10.3.3
O iOS 10.3.3 foi lançado em 19 de julho de 2017, com novos papéis de parede para o iPad Pro de 12,9 polegadas, juntamente com correções de bugs e melhorias de segurança, incluindo uma correção para uma vulnerabilidade de Wi-Fi em que os dispositivos que procuravam sinal estavam abertos a hackers.

#### 10.3.4[44][45]
O iOS 10.3.4 foi lançado em 22 de julho de 2019 apenas para o iPhone 5 e o iPad 4, trazia uma correção de um problema gravíssimo no gps no qual iria afetar a localização do dispositivo causando problemas com a sincronização da App Store, iCloud, e-mail, navegação na web e outros serviços e apps que dependem da localização. Foi determinado um prazo limite até dia 3 de Novembro para estar atualizando para a nova versão.
Após algumas semanas do iOS 10.3.4 ter sido lançado, os usuários que ainda estavam na 10.3.3 passaram a ser notificados constantemente na tela de bloqueio e a inicial com a mensagem informando sobre uma data limite para o funcionalmente do aparelho.
Após essa data, os serviços como AppStore,iCloud e outros recursos nativos do iOS não sincronizavam mais assim com o servidor de atualização no qual restava apenas ao usuário que estava no iOS 10.3.3, restaurar o aparelho pelo iTunes e atualizar para o iOS 10.3.4 manualmente do zero.

## Recursos
iOS 10 introduz diversas melhorias no sistema, incluindo a expansão do uso do 3D Touch, tela de bloqueio remodelada e suporte para widgets. O aplicativo Mensagens recebeu atualizações para a comunicação de diversas maneiras. Apple Maps foi redesenhado com novas extensões que o permite interagir com outros aplicativos. Siri poderá ser integrada a aplicativos de terceiros para realizar tarefas específicas, como mandar mensagens e efetuar pagamentos.

## Aparelhos Compatíveis[50]
| iPhone                                                                             | iPad | iPod Touch   |
| ---------------------------------------------------------------------------------- | --- | ------------ |
| iPhone 5iPhone 5CiPhone 6iPhone 6 PlusiPhone 6SiPhone 6S PlusiPhone 7iPhone 7 Plus | iPad 4iPad 5 iPad Air iPad Air 2 iPad Pro (2015) iPad Pro (2016) iPad Pro (2017) iPad Mini 2 iPad Mini 3iPad Mini 4 | iPod Touch 6 |